# Seglvik

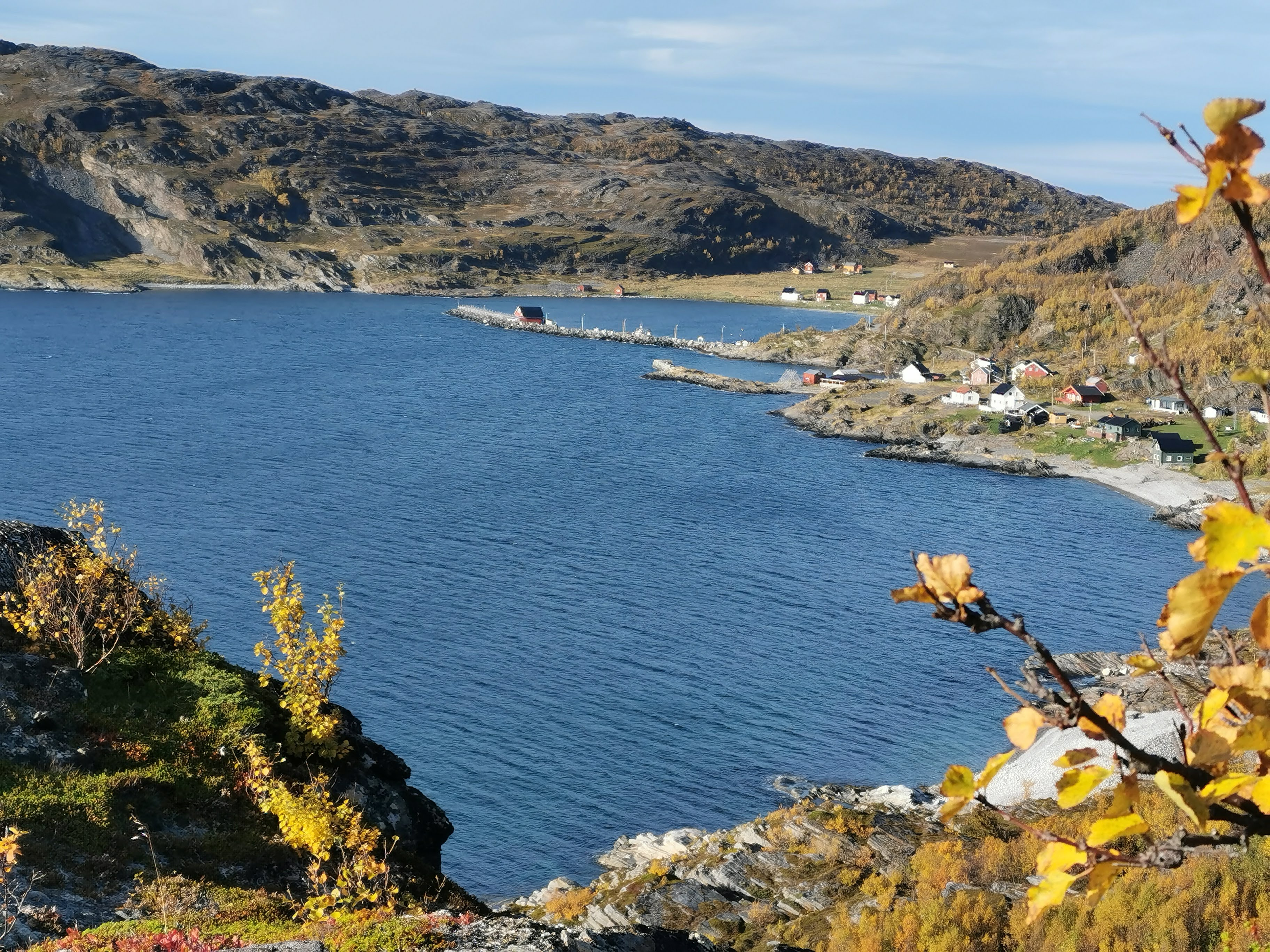

Seglvik est une localité du comté de Troms, en Norvège.

## Géographie
Administrativement, Seglvik fait partie de la kommune de Kvænangen.